# Maurice Déribéré
Maurice Déribéré (7 juillet 1907 - 10 juin 1997) est un ingénieur chimiste français, spécialiste de la couleur, également auteur prolifique sur de nombreux sujets.

## Formation et carrière
Maurice Déribéré, fils de cheminot, poursuit ses études au Lycée Lakanal puis à l'École Breguet (actuellement ESIEE Paris). Il en sort ingénieur EBP en 1928. En 1932, il devient chef de fabrication aux Établissements Keller et Leleux, puis, en 1935, rédacteur en chef aux Éditions Textiles et Techniques. L'année suivante, il dirige une entreprise d'électrochimie. En 1939, il est promu chef d'un laboratoire de recherches, puis en 1954, chef du centre d'éclairagisme pour le compte de la Compagnie des Lampes Mazda, jusqu'en 1972.
Parallèlement, il devient photographe de plateau pour le film Napoléon de Sacha Guitry en 1955. En 1969, il est directeur de la revue Couleurs et fonde la même année le Centre d'information sur la couleur, qu'il préside jusqu'à son décès.
Il est conférencier auprès de nombreuses associations et auprès de plusieurs écoles d'ingénieurs.

## Recherches
Sa passion pour la couleur l'amène à s'intéresser à de multiples sujets autour de ce thème initial : il poursuit des recherches sur la sensibilité dermo-optique, sur l'influence physiologique de la lumière et de la couleur sur l'homme, sur le rôle de la couleur dans les traditions anciennes et extrême-orientales. Auteur prolifique, il écrit des livres autant sur les procédés techniques relatifs aux couleurs que sur les couleurs dans les mondes anciens et traditionnels.
Maurice Déribéré est l'inventeur de la fluographie. Il vulgarise pour l'Europe plusieurs procédés de séchages et de traitements thermiques par les infrarouges.
Il est également passionné de minéraux et de voyages.

## Distinctions
- Chevalier de la Légion d'honneur.
- Chevalier de l'ordre des Palmes académiques.

Il est titulaire de nombreuses autres distinctions.